# Скандал вокруг LIBOR
Манипулирование ставкой LIBOR проводилось крупнейшими европейскими и американскими банками, что завершилось в 2008—2016 годах международным скандалом и последовавшей глобальной реформой эталонных процентных ставок в мире. В результате скандала, апогей которого пришёлся на 2012 год, произошла смена администрирования LIBOR. Кроме того, по итогам судебных разбирательств большая международная группа банков выплатила штрафы. Бывший трейдер Том Хейс был единственным, кто получил срок за уголовное преступление.

## Происхождение LIBOR
Процентная ставка LIBOR была предложена греческим банкиром Миносом Зомбанакисом, управляющим директором банка JP Morgan Manufacturers Hanover (Лондон). В 1969 году он предоставил своему корпоративному клиенту синдицированный кредит по ставке, которая определялась шестимесячной межбанковской ставкой в Лондоне. С 1986 года Британская банковская ассоциация приняла на себя публичные обязательства регулярно рассчитывать LIBOR. Ассоциация ежедневно запрашивала мнение шестнадцати банков о том, на каких условиях они могут занимать деньги у других банков. Самые низкие и самые высокие значения ставок из расчёта исключались, оставшиеся ставки усреднялись. Таким образом, LIBOR до скандала представляла собой усреднённое мнение банкиров о ставках, по которым они могут предлагать кредиты друг другу. В 1990-е годы LIBOR стала основным ориентиром стоимости денег на международном финансовом рынке, а в 2000-х годах легла в основу цен деривативов на сотни триллионов долларов. На пике популярности Британская банковская ассоциация рассчитывала эталонные ставки LIBOR по десяти валютам.

## Манипулирование LIBOR
По ряду причин LIBOR не являлась эффективным средством ценообразования на межбанковские кредиты. Процентная ставка рассчитывалась на основе опроса узкого круга банков, каждый из которых сообщал о своих ставках предложения по кредитам, необязательных для исполнения. Это создало широкие возможности для манипулирования значением ставки. Некоторые банки занижали свои ставки предложения, чтобы продемонстрировать собственную высокую кредитоспособность. Кроме того, сотрудники подразделений банков могли входить в картельный сговор, чтобы установить значение LIBOR таким образом, чтобы улучшить оценку или расчёт по своим позициям на рынке деривативов.
Причиной опроса по индикативным ставкам была нерегулярная торговая активность на межбанковском рынке. Объём межбанковских операций, состояние которых была призвана отражать LIBOR, был чрезвычайно мал, и достигал около $500 млн в день. Это была незначительная величина по сравнению с триллионами долларов активов, где LIBOR служила основой ценообразования. В отсутствие активного межбанковского рынка индикативные ставки основывались не на рыночной конъюнктуре, а представляли собой экспертные оценки. Последние, в свою очередь, являлись функцией заявленных ставок других банков. Таким образом, формирование эталонной ставки определялось решениями участников межбанковского сообщества, а не рыночными факторами.

## Скандал и его последствия
В 2008 году газета The Wall Street Journal опубликовала расследование о том, что важнейший индикатор финансового состояния мира подаёт ложные сигналы. Однако Британская банковская ассоциация выпустила опровержение, за LIBOR вступились известные международные организации. Однако доверие к общемировому эталону было поколеблено, роль LIBOR стала снижаться. В 2011 году Комиссия по ценным бумагам и биржам США и Министерство юстиции США начали расследование, к которому присоединились власти Великобритании, Японии и Европейского союза, а затем Швейцарии. В июне 2012 году британский банк Barclays первым признал, что манипулировал ставкой. Банк оштрафовали на $450 млн, а его глава подал в отставку. В июле газета Financial Times опубликовала статью бывшего трейдера Morgan Stanley, в которой он рассказывал, что манипуляции с LIBOR были обычным явлением, по крайней мере, с 1991 года.
По странам прокатилась волна публичных дебатов и парламентских слушаний — к LIBOR, например в 2018 году, было привязано порядка $400 трлн в ценных бумагах и кредитах. В манипуляциях со ставками LIBOR и EURIBOR были обвинены также нидерландский Rabobank, швейцарский UBS, немецкий Deutsche Bank, американский JPMorgan и другие. Банки в ответ заявляли, что в курсе ситуации было и руководство ФРС США, которое ничего не предприняло для её изменения, и Банка Англии.
В общей сложности штрафы ведущим банкам мира, участвовавшим в расчёте LIBOR, составили около $9 млрд. Тюремный срок — 14 лет заключения, позже сократили до 11 — получил только бывший трейдер Том Хейс, который благодаря знакомству с брокерами банков, определявших LIBOR, координировал нужный ему уровень ставки, в том числе в дни после краха Lehman Brothers. Британское правосудие признало его виновным по восьми пунктам обвинения в мошенничестве. Хейс оказался единственным банкиром, осуждённым за преступления, связанные с глобальным финансовым кризисом. Скандал положил начало глобальной реформе эталонных процентных ставок, запущенной международными финансовыми организациями в 2014 году.

## Реформа LIBOR
В результате скандала с LIBOR деятельность по администрированию финансовых индикаторов стала носить регулируемый характер. Администрирование LIBOR перешло под контроль Управления по контролю за нормами финансового поведения Великобритании. С 2012 года в соответствии с Законом о финансовых услугах Великобритании сознательное или намеренное введение в заблуждение и распространение ложной информации о финансовых индикаторах стало уголовно наказуемым преступлением. Процентные ставки LIBOR, рассчитываемые в валютах Австралии, Дании, Канады, Новой Зеландии и Швеции были признаны нерепрезентативными и их расчет прекращен. С июля 2013 года LIBOR ежедневно рассчитывается только по пяти резервным валютам по пяти срокам. В результате число ежедневных котировок LIBOR снизилось со 150 до 35. Индивидуальная информация банков-контрибьюторов о значениях их процентных ставок подпадает под эмбарго (требование нераспространения информации) на срок три месяца.
В 2013 году BBA LIBOR Limited, учрежденная Британской банковской ассоциацией в качестве временного администратора, создала Временный комитет по наблюдению за LIBOR (Interim LIBOR Oversight Committee). Он ввел в действие Кодекс поведения (Code of Conduct), согласно которому администрирование процентной ставкой должно включать систему управления индикатором и его контроля. В банках-контрибьюторах должны быть назначены ответственные лица, не имеющие конфликта интересов, которые направляют информацию администратору. Банкам вменена в обязанность ведение архива своей информации, чтобы она могла проверяться регулирующим органом.
В июле 2013 года Совет Британской банковской ассоциации единогласно проголосовал за передачу администрирования LIBOR индексной компании LIBOR NYSE Euronext Rates Administration Limited. Смена администратора должна была произойти с одобрения Управления по контролю за нормами финансового поведения Великобритании. В ноябре 2013 года регулирующие органы США одобрили приобретение ICE NYSE Euronext, в результате чего администратор сменил наименование. С января 2014 года администратором стала специальная индексная компания ICE Benchmark Administration, входящая в состав американской биржевой группы Intercontinental Exchange.